# Chef de l'opposition officielle (Alberta)
Pour les articles homonymes, voir Chef de l'opposition officielle.
Le chef de l'opposition officielle en Alberta est habituellement le chef du parti d'opposition qui détient le plus grand nombre de sièges à l'Assemblée législative de l'Alberta. 
Depuis le 24 juin 2024, le chef du plus grand parti d'opposition, le Nouveau Parti démocratique de l'Alberta, est Naheed Nenshi. Cependant, celui-ci au moment de sa nomination ne siège pas à l'Assemblée législative. Il désigne donc Christina Gray comme cheffe de l'opposition officielle à partir de cette même date, et ce, jusqu'au moment où il sera élu dans une circonscription électorale.
Le premier chef de l'opposition en Alberta est Richard Bennett du Parti conservateur de l'Alberta, en 1905.
|  | Nom                                                      | Début             | Fin               | Parti                             |
|  | -------------------------------------------------------- | ----------------- | ----------------- | --------------------------------- |
|  | Richard Bennett                                          | 1905              | 1905              | Conservateur                      |
|  | Albert Robertson                                         | 1906              | 1909              | Conservateur                      |
|  | Richard Bennett (deuxième fois)                          | 1909              | 1910              | Conservateur                      |
|  | Edward Michener                                          | 1910              | 1917              | Conservateur                      |
|  | George Hoadley                                           | 1918              | 1919              | Conservateur                      |
|  | James Ramsey (en)                                        | 1920              | 1920              | Conservateur                      |
|  | John Robert Boyle                                        | 1922              | 1924              | Libéral                           |
|  | Charles Richmond Mitchell                                | 1925              | 1926              | Libéral                           |
|  | John C. Bowen                                            | 1926              | 1926              | Libéral                           |
|  | Il n'y aurait pas de chef de l'opposition de 1926 à 1940 |                   |                   |                                   |
|  | James H. Walker                                          | 1941              | 1941              | Indépendant                       |
|  | Alfred Speakman                                          | 1942              | 1942              | Indépendant                       |
|  | James Mahaffy                                            | 1943              | 1943              | Indépendant                       |
|  | James H. Walker (deuxième fois)                          | 1944              | 1944              | Indépendant                       |
|  | John Percy Page                                          | 1945              | 1948              | Indépendant                       |
|  | John Percy Page                                          | 1948              | 1948              | Independent Citizen's Association |
|  | Il n'y aurait pas de chef de l'opposition de 1949 à 1951 |                   |                   |                                   |
|  | James Harper Prowse                                      | 1952              | 1958              | Libéral                           |
|  | Grant MacEwan                                            | 1959              | 1959              | Libéral                           |
|  | Il n'y aurait pas de chef de l'opposition de 1959 à 1963 |                   |                   |                                   |
|  | Michael Maccagno                                         | 1964              | 1967              | Libéral                           |
|  | Peter Lougheed                                           | 1967              | 1971              | Progressiste-Conservateur         |
|  | Harry Strom                                              | 1971              | 1972              | CSA                               |
|  | James Henderson (intérim)                                | 1972              | 1973              | CSA                               |
|  | Robert C. Clark (intérim jusqu'en 1975)                  | 1973              | 1980              | CSA                               |
|  | Raymond Speaker                                          | 1980              | 1982              | CSA                               |
|  | Grant Notley                                             | 1982              | 1984              | NPD Alberta                       |
|  | Ray Martin                                               | 1984              | 1993              | NPD Alberta                       |
|  | Laurence Decore                                          | 1993              | 1994              | Libéral                           |
|  | Grant Mitchell                                           | 12 novembre 1994  | 17 avril 1998     | Libéral                           |
|  | Howard Sapers (intérim)                                  | 21 avril 1998     | 1998              | Libéral                           |
|  | Nancy MacBeth                                            | 1998              | 2001              | Libéral                           |
|  | Ken Nicol                                                | 15 mars 2001      | 26 mars 2004      | Libéral                           |
|  | Kevin Taft                                               | 27 mars 2004      | 14 décembre 2008  | Libéral                           |
|  | David Swann                                              | 15 décembre 2008  | 10 septembre 2011 | Libéral                           |
|  | Raj Sherman                                              | 12 septembre 2011 | 23 avril 2012     | Libéral                           |
|  | Danielle Smith                                           | 24 avril 2012     | 17 décembre 2014  | Parti Wildrose                    |
|  | Heather Forsyth                                          | 23 décembre 2014  | 5 mai 2015        | Parti Wildrose                    |
|  | Brian Jean                                               | 6 mai 2015        | 24 juillet 2017   | Parti Wildrose                    |
|  | Nathan Cooper                                            | 24 juillet 2017   | 30 octobre 2017   | Parti conservateur uni            |
|  | Jason Nixon                                              | 30 octobre 2017   | 4 janvier 2018    | Parti conservateur uni            |
|  | Jason Kenney                                             | 4 janvier 2018    | 17 avril 2019     | Parti conservateur uni            |
|  | Rachel Notley                                            | 17 avril 2019     | 24 juin 2024      | NPD Alberta                       |
|  | Christina Gray                                           | 24 juin 2024      | 23 juin 2025      | NPD Alberta                       |
|  | Naheed Nenshi                                            | 23 juin 2025      | En cours          | NPD Alberta                       |